# 希斯塔

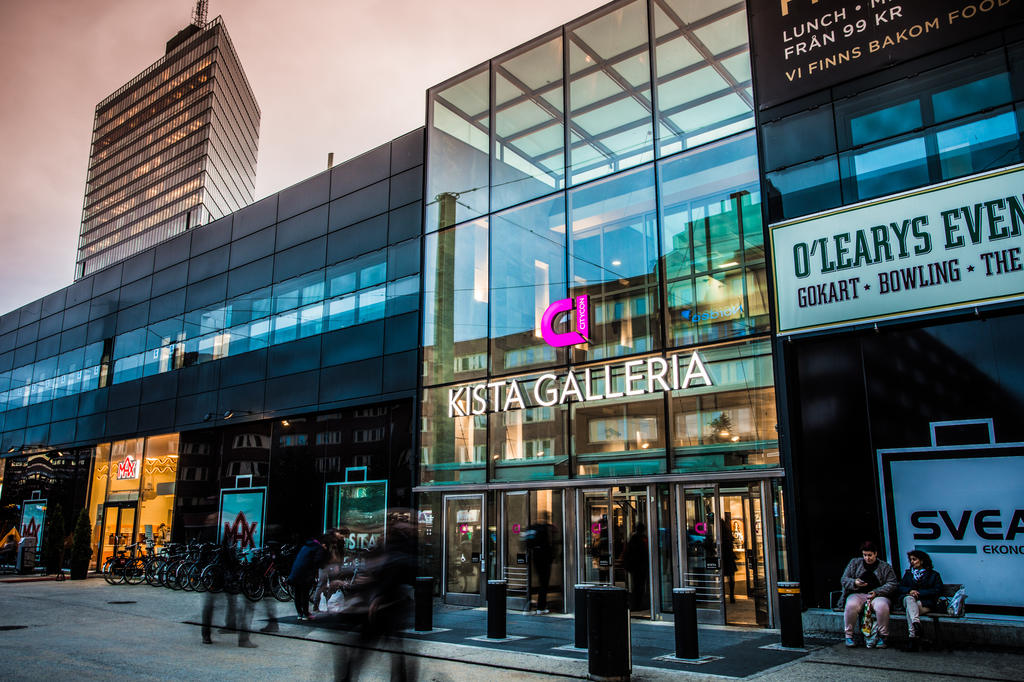
希斯塔购物中心和科技塔

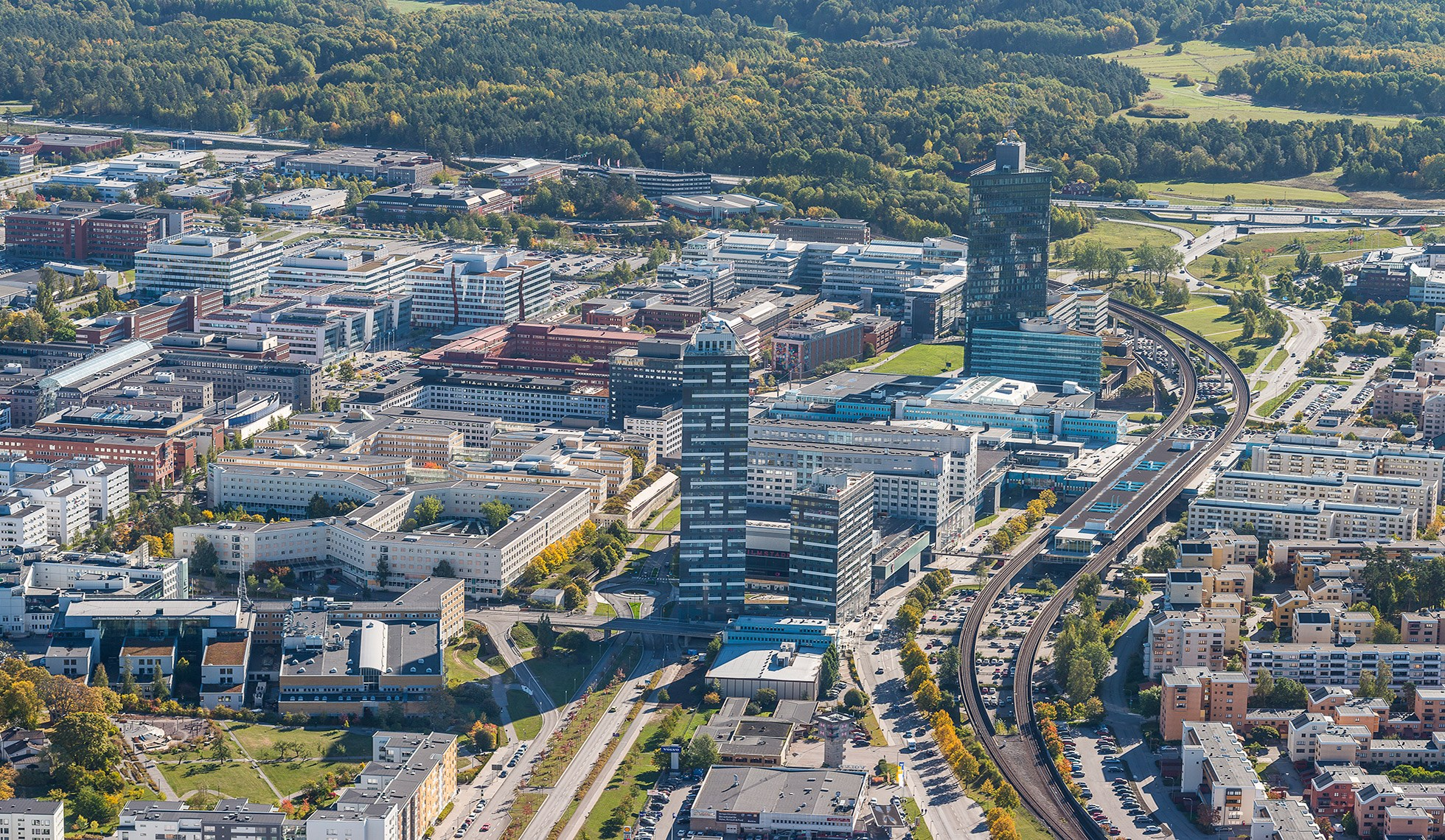
希斯塔科技园鸟瞰

希斯塔（瑞典語：Kista，瑞典語發音：[ˈɕǐːsta]），是瑞典首都斯德哥爾摩西北部的一個區域，隸屬於林克比-希斯塔区，距離斯德哥爾摩阿蘭達機場約30分鐘車程。斯德哥爾摩地鐵藍線（T10）駛經該區，把它分為東西兩部分，西部主要為住宅區，東部則是電訊業和電腦業的重地，斯德哥爾摩大學和皇家工學院合辦的資訊科技大學也位於希斯塔東部。由於希斯塔是當地電腦業興旺之地，爱立信, IBM总部都在这里，該區也被稱為「欧洲的矽谷」。
希斯塔區是根據仍在當地的一個舊農場而命名。1970年代開始興建現代化建築，現時當地的街道多以冰島和丹麥的城鎮和著名人物命名。
當地的希斯塔科學塔高117.2米，自2003年起成為斯德哥爾摩最高的建築物。

## 工商業
1970年代，SRA（Svenska Radio Aktiebolaget，現為愛立信的一部分）、RIFA（現為英飛凌）和IBM瑞典開始遷入希斯塔，該區便開始發展工業。愛立信也於2003年把總部遷至該區。希斯塔東部大約有2萬5千至3萬5千名員工。

## 外部連結
- 希斯塔科學城（http://www.kista.com/ （页面存档备份，存于）、（英文））
- 位於希斯塔的資訊科技大學（http://www.kth.se/ict （页面存档备份，存于）、http://www.kth.se/ict?l=en （页面存档备份，存于））